# ジャンプアルティメットスターズ
『ジャンプアルティメットスターズ』（JUMP ULTIMATE STARS）は、任天堂が2006年11月23日に発売した対戦アクションゲーム。略称は「JUS」。集英社の漫画雑誌『週刊少年ジャンプ』歴代の連載作品のキャラクターが入り乱れて戦う。前作『ジャンプスーパースターズ』を超える41作品、300以上のキャラクターが参加。今作はニンテンドーWi-Fiコネクションにも対応していたため、日本国内の人達と対戦することができた。
「崖捕まり」や「三角飛び」などの新アビリティが追加。その他にも全3,000問のJクイズ、力の源となるJパワー、各バトルキャラクターごとにアビリティが付けられたなど、色々なシステムが追加された。

## モード
※全てゲーム内表示での表記。
Jギャラクシー
1Pモード。ジャンプ作品をベースにした各プラネットを飛び回り、様々なミッションをクリアしていき（ストーリー的には何者かの手によってJワールドが粉々に粉砕されてしまい、Jパイレーツと共に封印されたコマを集めていく）条件に応じてヘルプコマやJパワーを入手できる。
Jアリーナ
様々なバトルが楽しめる。全20回戦で各対戦モードの優勝を目指せるランキングトーナメントや、トレーニングができる。Jパワーも入手可能。
ツウシン
Wi-Fiコネクション経由かDSカード通信で通信対戦やデッキの送受信、すれちがい通信、クイズ対戦ができるモード。パスワード入力も可能。ここでも対戦でJパワーが入手できる。クイズ対戦はJギャラクシーのラストステージまで進めると遊べるようになる。
Jクイズ
ジャンプ作品についてのクイズに挑戦ができるモード。10トライアル、30トライアル、50トライアルの3種類があり、正解した問題数に応じてJパワーが入手できる。ただし、Jギャラクシーのラストステージまで進める必要がある。また、特定のコマにJパワーを注入すると、クイズの問題を追加できる。
デッキメイク
自分が集めて来た"コマ"でオリジナルのデッキが作れるモード。
Jパワー
自分が集めた"コマ"に所持しているJパワーを注入して進化させることができるモード。
オプション
サウンド設定の他、特定のコマにJパワーを注入するとインフォメーションキャラの変更ができるようになる。
データベース
自分の集めたコマ、特定のコマにJパワーを注入するとサウンドテストや登場漫画のストーリーの解説ができるようになる。

## 登場作品
以下の41作品が登場。古今様々なジャンルから集められた漫画キャラクターがバトルを繰り広げる。今作の登場作品の選考は読者投票も影響しており、そのため前作にあまり見られなかった80年代から90年代前半の作品が多く追加されている。その一方で前作の登場作品のうち、『ヒカルの碁』・『Mr.FULLSWING』は今作では外された。また、前作では別枠であった『スティール・ボール・ラン』は『ジョジョの奇妙な冒険』の第7部として統合。本作ではバトルキャラクターの多数の追加により、前作にあったスーパータッグ技は廃止されている。デッキメイクのマークも変更された。
作品は50音順。★がついている作品は今作から新登場した作品である。太字はバトルキャラクター、普通の書体はサポートキャラクター、斜体字はインフォキャラクター、（）内はヘルプキャラクター。
- アイシールド21（17人）
  - 小早川瀬那、蛭魔妖一、栗田良寛、雷門太郎、武蔵厳、ハァハァ3兄弟、進清十郎、デビルバット、ケルベロス
  - （姉崎まもり、瀧鈴音、小結大吉、桜庭春人、瀧夏彦、酒奇溝六、雪光学、石丸哲生）
- I"s★（4人）
  - 葦月伊織、秋葉いつき
  - （瀬戸一貴、磯崎泉）
- いちご100%（7人）
  - 東城綾、西野つかさ、北大路さつき、南戸唯
  - （外村美鈴、真中淳平、外村ヒロシ）
- 家庭教師ヒットマンREBORN!（10人）
  - ツナ/リボーン4〜6コマまで。
  - ランボ、山本武、獄寺隼人、ビアンキ、イーピン、雲雀恭弥
  - （笹川京子、三浦ハル、レオン）
- キャプテン翼★（5人）
  - 大空翼、若林源三、日向小次郎
  - （ロベルト本郷、中沢早苗）
- 銀魂（13人）
  - 坂田銀時4〜7コマ、神楽4〜6コマ
  - 志村新八、桂小太郎/エリザベス、猿飛あやめ、近藤勲、土方十四郎、沖田総悟
  - （お登勢、お妙、長谷川泰三、山崎退、定春）
- キン肉マン★（10人）
  - キン肉マン4〜8コマ
  - テリーマン、ロビンマスク、ウォーズマン、ラーメンマン、ブロッケンJr.、バッファローマン、アシュラマン
  - （ミート、キン肉大王）
- こちら葛飾区亀有公園前派出所（15人）
  - 両津勘吉4〜7コマ
  - 大原大次郎、秋本麗子、中川圭一、本田速人、日暮熟睡男、ボルボ西郷、左近寺竜之介、汚野刑事
  - （擬宝珠纏、麻里愛、寺井洋一、磯鷲早矢、擬宝珠檸檬、御堂春）
- コブラ★（3人）
  - コブラ、クリスタル・ボーイ、アーマロイド・レディ
- 魁!!男塾★（10人）
  - 剣桃太郎4〜6コマ、江田島平八8コマのみ
  - 大豪院邪鬼、伊達臣人、飛燕、J
  - （富樫源次、虎丸龍次、雷電、王大人）
- 地獄先生ぬ〜べ〜★（4人）
  - ぬ〜べ〜、ゆきめ
  - （立野広、稲葉郷子）
- シャーマンキング（8人）
  - 麻倉葉4〜6コマ、恐山アンナ4、5コマ
  - ハオ
  - （道蓮、ホロホロ、小山田まん太、阿弥陀丸、チョコラブ・マクダネル）
- ジャングルの王者ターちゃん♡★（4人）
  - ターちゃん
  - （ヂェーン、エテ吉、アナベベ）
- ジョジョの奇妙な冒険（10人）
  - 空条承太郎4〜6コマ、ディオ・ブランドー4〜6コマ
  - ジョナサン・ジョースター、ジョセフ・ジョースター、東方仗助、ジョルノ・ジョバァーナ、空条徐倫、ジャイロ・ツェペリ
  - （岸辺露伴、ジョニィ・ジョースター）
- SLAM DUNK（7人）
  - 桜木花道、流川楓、赤木剛憲、三井寿、宮城リョータ
  - （赤木晴子、安西先生）
- 聖闘士星矢★（7人）
  - ペガサス星矢4〜8コマ
  - ドラゴン紫龍、キグナス氷河、アンドロメダ瞬、フェニックス一輝
  - （城戸沙織、牡羊座のムウ）
- 太臓もて王サーガ★（3人）
  - 百手太臓、スピン
  - （佐渡あいす）
- D.Gray-man（9人）
  - アレン・ウォーカー4〜6コマ、リナリー・リー4、5コマ
  - ラビ、神田ユウ、アレイスター・クロウリー
  - （リーバー・ウェンハム、コムイ・リー、ミランダ・ロットー、クロス・マリアン）
- DEATH NOTE（5人）
  - 夜神月/リューク、L、弥海砂、ニア、メロ
- テニスの王子様（9人）
  - 越前リョーマ、手塚国光、不二周助、大石秀一郎/菊丸英二、桃城武、海堂薫、河村隆、乾貞治、跡部景吾
- Dr.スランプ（7人）
  - 則巻アラレ4〜7コマ、Dr.マシリト（キャラメルマンJ）4〜8コマ
  - 則巻ガジラ、ウンチくん
  - （則巻千兵衛、則巻みどり、オボッチャマン）
- とっても!ラッキーマン★（3人）
  - ラッキーマン、スーパースターマン
  - （努力マン）
- DRAGON BALL（13人）
  - 孫悟空4〜8コマ、ベジータ4〜6コマ、孫悟飯4、5コマ、ゴテンクス4、5コマ、ピッコロ4、5コマ、フリーザ6コマのみ、魔人ブウ6コマのみ
  - クリリン、トランクス　
  - （亀仙人、ブルマ、界王、ミスター・サタン）
- NARUTO -ナルト-（9人）
  - うずまきナルト4〜8コマ、うちはサスケ7、8コマ、春野サクラ4〜6コマ、はたけカカシ4〜6コマ
  - 我愛羅
  - （自来也、綱手、サイ、大蛇丸）
- NINKU -忍空-★（3人）
  - 子忍の風助4、5コマ
  - （ポチ、ヒロユキ）
- HUNTER×HUNTER（7人）
  - ゴン＝フリークス4〜6コマ、キルア＝ゾルディック4、5コマ
  - クラピカ、ヒソカ、クロロ＝ルシルフル
  - （レオリオ、ビスケット＝クルーガー）
- ピューと吹く!ジャガー（7人）
  - ジャガー4〜6コマ
  - ピヨ彦、ハマー、ハミィ
  - （白川高菜、ハメ字郎、ポギー）
- 武装錬金（4人）
  - 武藤カズキ4〜6コマ
  - （パピヨン、キャプテン・ブラボー、津村斗貴子）
- BLACK CAT（5人）
  - トレイン＝ハートネット4、5コマ、イヴ4、5コマ
  - スヴェン＝ボルフィード
  - （ミナツキ サヤ、キリサキ キョウコ）
- BLEACH（17人）
  - 黒崎一護4〜8コマ、朽木ルキア4〜6コマ、阿散井恋次4〜6コマ、日番谷冬獅郎4〜6コマ
  - 石田雨竜、茶渡泰虎、井上織姫、四楓院夜一、コン、朽木白哉、藍染惣右介
  - （斬月、黒崎一心、有沢竜貴、浦原喜助、東仙要、市丸ギン）
- 封神演義★（4人）
  - 太公望4〜6コマ
  - 蘇妲己
  - （王天君、四不象）
- 北斗の拳★（7人）
  - ケンシロウ4〜8コマ、ラオウ6〜8コマ
  - トキ、レイ
  - （ユリア、バット、リン）
- ボボボーボ・ボーボボ（12人）
  - ボボボーボ・ボーボボ（真説ボーボボ）4〜7コマ、首領パッチ（怒んパッチ）4〜7コマ
  - ところ天の助、ヘッポコ丸、ビュティ、ガ王
  - （破天荒、ソフトン、魚雷ガール、田楽マン、サービスマン、コパッチ）
- 魔人探偵脳噛ネウロ★（4人）
  - 脳噛ネウロ/桂木弥子4、5コマ
  - （あかねちゃん、笹塚衛士、怪盗X）
- みどりのマキバオー★（3人）
  - ミドリマキバオー、カスケード
  - （チュウ兵衛）
- ムヒョとロージーの魔法律相談事務所★（7人）
  - 六氷透4〜7コマ
  - 草野次郎、円宙継、火向洋一、我孫子優
  - （竹乃内菜々、ペイジ・クラウス）
- 遊☆戯☆王（5人）
  - 武藤遊戯4〜6コマ
  - 海馬瀬人
  - （城之内克也、本田ヒロト、真崎杏子）
- 幽☆遊☆白書（6人）
  - 浦飯幽助4〜6コマ、蔵馬4、5コマ、飛影4、5コマ
  - 桑原和真
  - （幻海、ぼたん）
- るろうに剣心 -明治剣客浪漫譚-（7人）
  - 緋村剣心4〜6コマ
  - 相楽左之助、斎藤一、志々雄真実、明神弥彦
  - （神谷薫、比古清十郎）
- ろくでなしBLUES★（5人）
  - 前田太尊
  - （山下勝嗣、沢村米示、七瀬千秋、近藤真彦）
- ONE PIECE（10人）
  - モンキー・D・ルフィ4〜8コマ、ロロノア・ゾロ4〜6コマ、ナミ4〜6コマ、サンジ4〜6コマ、ニコ・ロビン4〜6コマ、フランキー4、5コマ
  - ウソップ（そげキング）、チョッパー
  - （シャンクス、キウイ/モズ）

## 登場ステージ
カッコ内は代表作。一部のステージは前作からの流用。
- 競技場（アイシールド21）
- 万事屋銀ちゃん（銀魂）
- トーナメントマウンテン（キン肉マン）
- 大雪の亀有公園前派出所（こちら葛飾区亀有公園前派出所）
- 冥凰島第三闘技場（魁!!男塾）
- 宇宙に浮かぶ十二宮（聖闘士星矢）
- ナメック星とポルンガ（DRAGON BALL）
- 木ノ葉隠れの里（NARUTO-ナルト-）
- 天空闘技場（HUNTER×HUNTER）
- 尸魂界と斬魄刀の世界（BLEACH）
- 荒野に輝く北斗七星（北斗の拳）
- 新・毛の王国（ボボボーボ・ボーボボ）
- デービーバックファイト（ONE PIECE）
- 泉坂高校嵐泉祭（いちご100%）
- ツナの家（家庭教師ヒットマンREBORN!）
- グレートスピリッツ（シャーマンキング）
- DIOの館（ジョジョの奇妙な冒険）
- 湘北高校体育館（SLAM DUNK）
- エクソシスト総本部（D.Gray-man）
- 死神界（DEATH NOTE）
- アリーナテニスコート（テニスの王子様）
- センベエさんの家（Dr.スランプ）
- 大きい笛（ピューと吹く!ジャガー）
- L・X・Eアジト（武装錬金）
- 歪世界の館（BLACK CAT）
- 冥界の扉（遊☆戯☆王）
- 暗黒武術会会場（幽☆遊☆白書）
- 神谷道場（るろうに剣心 -明治剣客浪漫譚-）
- 自然（オリジナルステージ）
- 街（オリジナルステージ）
- 学校（オリジナルステージ）
- 宇宙（オリジナルステージ）
- 崩れゆく世界（オリジナルステージ）
- ジャンプ[戦場]（オリジナルステージ）
- 衝撃（オリジナルステージ）元ネタは『シャーマンキング』終盤のコマ
- 崩壊[終点]（オリジナルステージ）元ネタは『DRAGON BALL』のセル自爆時のコマ

## スタッフ
- エグゼクティブプロデューサー：岩田聡、波多野信治
- プロデューサー：山倉千賀子、山上仁志
- コーディネーション：武久豊
- ディレクター・ゲームデザイン：芳賀徹
- ディレクター：中野隆生
- デザイン・プログラムディレクター：川森義文
- サブディレクター・メインプログラム：熊谷剛
- サブディレクター：成澤修一
- デザインディレクター：朝原邦夫
- プログラム：須藤實、小林和豊、片岡洋平、野田悟
- ライブラリプログラム：林原裕之
- デザイン：中野洋一、宇野耕二郎、豊原雅樹、佐々木典子、岡田陽宏
- メインデザイン：小出豪俊、菅原真宇、宮本崇司、松岡晃仁、守谷勝、村山稔、小川亮、井上拓朗、小安善幸、窪田邦暁、瀧井栄美、西川有貴、山口京子、小林康博、東明彦、高坂和史、中村航、松本初美、下田和枝、菊地満寿美、都築千尋、矢野弘美、高橋浩之、手塚政彦、青木啓二、田中万貴、中尾可奈、石丸恵、大塚潤、村上麻衣、尾方道代、小溝幸一、井上麻美、戸谷大輔、碓井秀樹、中嶋秀夫、伊藤久美子、三浦嘉正
- メインデザイン協力：アバンテック株式会社
- サウンド：光原孝之
- サウンド協力：株式会社エレクトロサウンド、ピュアミュージックオフィス
- プランニング：鶴元大史、林隆宏
- プランニング協力：大森武司、桑木隆治、佐藤敢施
- テキスト：重馬敬、栗山勝行、奥村卓也、廣川賢太郎、田沢大典、喜多雅、嶋本雄志、菖蒲剛智、安田一代
- クイズ協力：シナリオ工房 月光
- アシスタント：高木圭太、高藤諭司、加来雄一、神園友絵、小谷かおり、和田裕也、佐伯徳宏、十時貴光、谷川彰史、當房浩一、杉山美修
- アートワーク：中道幸呼、崎山千晴、高橋靖子
- 広報・プロモーション：萩島光明、古田健
- 開発サポート：横田弦紀、服部由里絵、砂田昇、有川俊之、田中一穂
- デバッグ：スーパーマリオクラブ、ポールトゥウイン株式会社、ガンバリオンデバッグチーム

## 集英社スタッフ
- エグゼクティブプロデューサー：鳥嶋和彦、吉倉英雄
- コーディネーション：伊能昭夫（月刊Vジャンプ）、瓶子吉久・矢作康介（週刊少年ジャンプ）
- 監修：
  - 週刊少年ジャンプ編集部：佐々木尚、東秀人、上原史紀、畠山智也、浅田貴典、相田聡一、村川伸弘、中村忍、大西恒平、籾山悠太、川島直樹、吉田幸司、中野博之、中崎敦、服部雄二郎、中路靖二郎、齊藤優、宮原英明、渡辺大輔、服部ジャンバティ
  - 月刊Vジャンプ編集部：嶋智之、金丸尚史、寺師大輔、斉藤征彦、武村健司、村野啓太、藤原正也
  - ライツ事業部：大山恒生、足立聡史、堀川純司
- スーパーパイザー：茨木政彦（週刊少年ジャンプ）、近藤裕・坂本誠（月刊Vジャンプ）
- スペシャルサンクス：高橋雅奈、田村悟志、鈴木秀之